# Komisariat Straży Celnej „Dąbrowy”

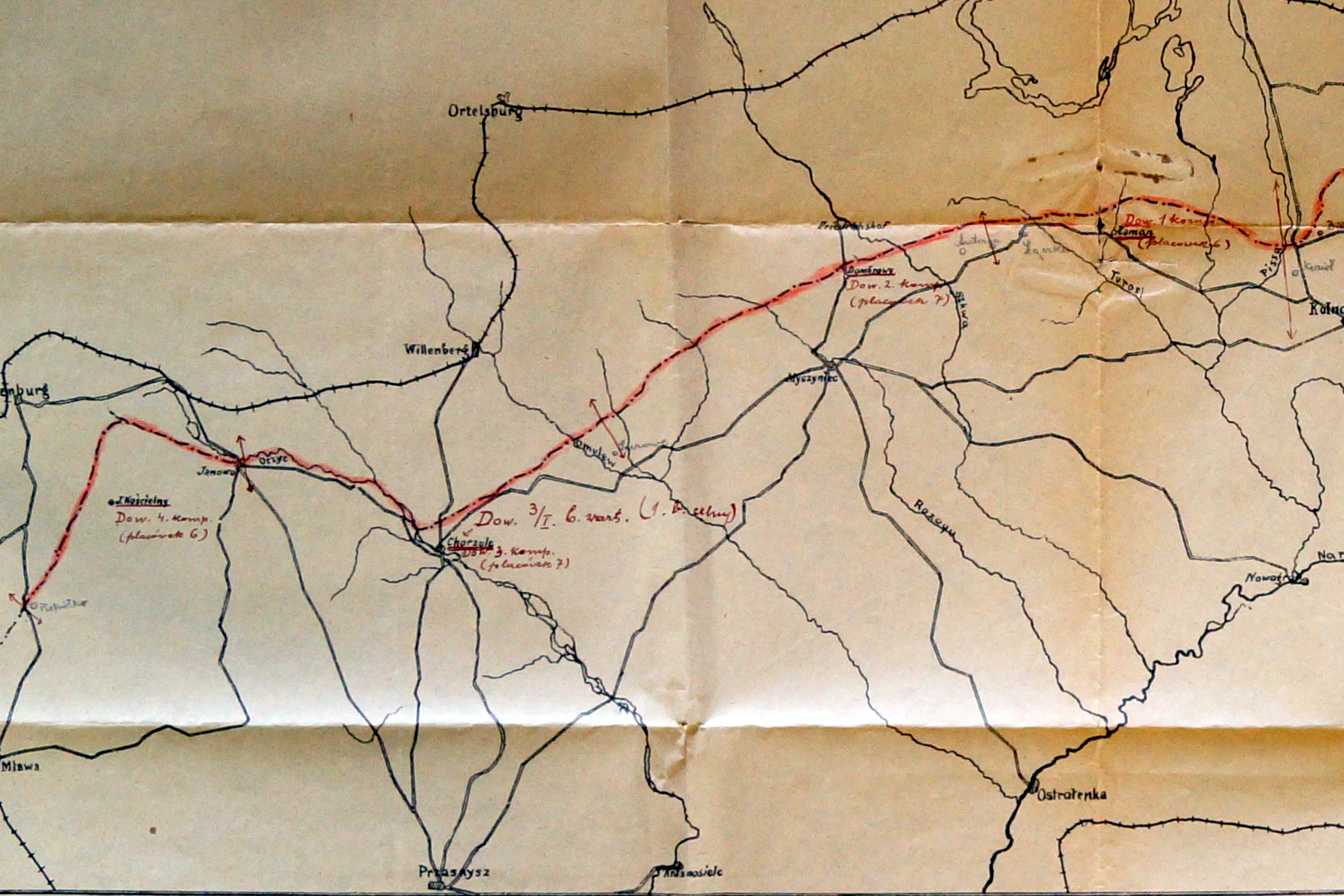
Szkic rozmieszczenia pododdziałów
1 batalionu celnego w 1921 roku

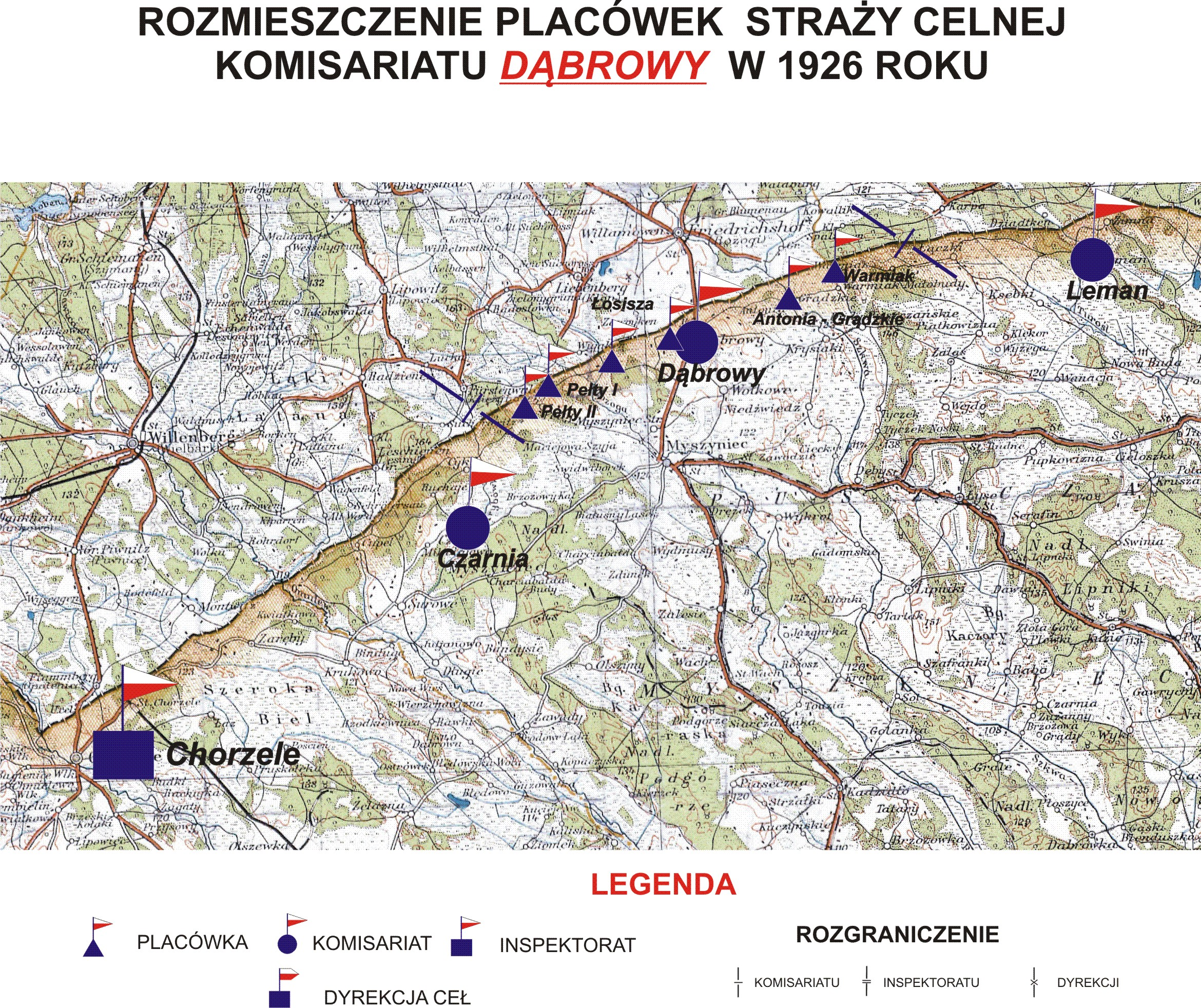
Rozmieszczenie placówek SC komisariatu "Dąbrowy" w 1926 roku

Komisariat Straży Celnej „Dąbrowy” – jednostka organizacyjna Straży Celnej pełniąca służbę ochronną na granicy polsko-niemieckiej w latach 1921–1928.

## Formowanie i zmiany organizacyjne
Na wniosek Ministerstwa Skarbu, uchwałą z 10 marca 1920 roku, powołano do życia Straż Celną. Od połowy 1921 roku jednostki Straży Celnej rozpoczęły przejmowanie odcinków granicy od pododdziałów Batalionów Celnych. W 1921 roku w Dąbrowach stacjonował sztab 2 kompanii 1 batalionu celnego. Proces tworzenia Straży Celnej trwał do końca 1922 roku. Komisariat Straży Celnej „Dąbrowy”, wraz ze swoimi placówkami granicznymi, wszedł w podporządkowanie Inspektoratu Straży Celnej „Chorzele”.
1 czerwca 1921 roku w Dąbrowach stacjonowała jeszcze 2 kompania celna 1 batalionu celnego. Posiadała ona swoje placówki w miejscowościach: Antonia, Dabrowy, Łosicha, Perły, Cyk, Ruchaje, Surowe i Czarni. Na przełomie roku 1921/1922 ochronę granicy państwowej w tym rejonie od pododdziałów 1 batalionu celnego przejęła Straż Celna.
W drugiej połowie 1927 roku przystąpiono do gruntownej reorganizacji Straży Celnej. W praktyce skutkowało to rozwiązaniem tej formacji granicznej. Rozporządzeniem Prezydenta Rzeczypospolitej Polskiej Ignacego Mościckiego z 22 marca 1928 roku w jej miejsce powoływano z dniem 2 kwietnia 1928 roku Straż Graniczną.
Rozkazem nr 1 z 12 marca 1928 roku w sprawach organizacji Mazowieckiego Inspektoratu Okręgowego, Naczelny Inspektor Straży Celnej gen. bryg. Stefan Pasławski powołał komisariat Straży Granicznej „Myszyniec”, który przejął ochronę granicy od rozwiązywanego komisariatu Straży Celnej. 

## Służba graniczna
Sąsiednie komisariaty
- komisariat Straży Celnej „Leman” ⇔  komisariat Straży Celnej „Czarnia” − 1926

## Funkcjonariusze komisariatu
Obsada personalna w 1927:
- kierownik komisariatu – podkomisarz Bronisław Benit[a]
- pomocnik kierownika komisariatu – podkomisarz Włodzimierz Roszkowski

## Struktura organizacyjna
Organizacja komisariatu w 1926 roku:
- komenda – Dąbrowy
- placówka Straży Celnej  „Warmiak”
- placówka Straży Celnej  „Antonia-Grądzkie”[b]
- placówka Straży Celnej  „Dąbrowy”
- placówka Straży Celnej  „Łosisza”[c]
- placówka Straży Celnej  „Pełty I”[d]
- placówka Straży Celnej  „Pełty II”[e]